# Congrés Islàmic Americà
El Congrés Islàmic Americà (en anglès: American Islamic Congress) va ser fundat en 2001, és una organització sense ànim de lucre amb seu als Estats Units d'Amèrica. L'AIC és una organització no religiosa, que defensa els drets civils i polítics, i que el seu objectiu és promoure l'ecumenisme i fomentar l'enteniment.
L'AIC rep importants subvencions per part del Govern federal dels Estats Units.

## Història
L'AIC va ser fundat al novembre de 2001 per un grup de ciutadans musulmans nord-americans, per promoure la tolerància després dels Atemptats de l'11 de setembre de 2001.
El cofundador de l'AIC, Zainab Al-Suwaij, va ser un prominent defensor públic de la Guerra de l'Iraq de 2003.
En 2004, l'AIC va ser un dels tres grups que van compartir una subvenció del Departament d'Estat dels Estats Units de 10$ milions de dòlars per promoure la democràcia entre les dones iraquianes.
L'organització té la seu a Washington DC i també manté oficines a Boston, Massachusetts, el Caire, Egipte i Bàssora, l'Iraq. El co-fundador de l'AIC, Al-Suwaij, és també el Director Executiu del grup.

## Programes als Estats Units
El Congrés Islàmic Americà va començar una iniciativa dirigida per estudiants fa dos anys llamda "Projecte Nur". El Projecte Nur té més de 70 capítols als campus de tot el país i s'està expandint ràpidament. Els capítols treballen per combatre els estereotips i promoure l'enteniment inter-religiós als campus universitaris. El Projecte Nur, en cooperació amb la Fundació John Templeton, alberga la sèrie de diàleg ciència i Islam, que explora la relació entre la fe i la ciència islàmica.
El centre de l'AIC a Boston, està situat al carrer Newbury a Boston, Massachusetts, organitza activitats inter-religioses, serveix com a recurs per a altres organitzacions sense ànim de lucre i organitza esdeveniments culturals, concerts, exhibicions d'art i projeccions de pel·lícules, així com debats de grups sobre drets humans i drets civils.
El centre de l'AIC a Washington DC, se centrar en la promoció, el compromís i l'educació, servint com a base per a les relacions entre el govern dels EUA i les organitzacions no governamentals.
L'AIC representa a la comunitat islàmica estatunidenca en el turó del Capitoli i recolza la legislació que promou les llibertats civils i religioses al Món. En 2011, la AIC va ser una veu crítica en la campanya per la re-autorització de la Comissió per a la Llibertat Religiosa Internacional als Estats Units.

## Programes internacionals
A Egipte, l'AIC organitza el Festival de Cinema de Drets humans del Caire i realitza el programa d'educació cívica Fahem Haqi (conec els meus drets). La AIC també ha traduït i distribuït "The Montgomery Story", un còmic de Martin Luther King que descriu el boicot als autobusos segregats en 1958 i el poder de la no-violència. El còmic va ser influent durant els esdeveniments de la primavera àrab.
En 2008, l'AIC, en col·laboració amb CureViolence, va començar el programa Ambassadors for Peace a l'Iraq. El programa té com a objectiu resoldre pacíficament els conflictes a través de la mediació entre els treballadors locals.
En juny de 2010, l'AIC va llançar un blog centrat en els drets de les dones a l'Orient Mitjà. El blog, anomenat "redactant una nova història: els drets de les dones a l'Orient Mitjà", presenta noves històries, caricatures polítiques, entrevistes en video i obres d'art amb èmfasi en els drets de les dones.
La AIC va començar a treballar a Tunísia en 2011 amb un programa social. El programa ofereix a petites empreses i a joves emprenedors projectes socials per liderar la societat civil en les seves comunitats locals.
La AIC també realitza un concurs anual de redacció d'assajos centrat en els drets civils a l'Orient Mitjà, el Dream Enferred Essay Contest. En maig de 2012, els millors assajos sobre l'Orient Mitjà i l'Àfrica del Nord, es van publicar en una antologia anomenada Arab Spring Dreams (els somnis de la primavera àrab).
L'AIC advoca per les llibertats religioses i civils en general a l'Orient Mitjà. En 2007, quan Haleh Esfandiari va ser empresonat a la presó d'Evin en la República Islàmica de l'Iran, el Congrés Islàmic Americà va crear el lloc freehaleh.org per sol·licitar la seva posada en llibertat.

## Finançament
Des dels seus inicis, la AIC ha rebut una part significativa dels seus ingressos de part del Govern dels Estats Un informe de l'organització The Electronic Intifada, publicat pel periodista i activista en favor dels drets del poble palestí Max Blumenthal, al·lega que l'AIC també ha estat finançada per donants de dretes i pel lobby sionista dels Estats Units. L'AIC no ha respost a les acusacions de Max Blumenthal.